# Tàu nghiên cứu

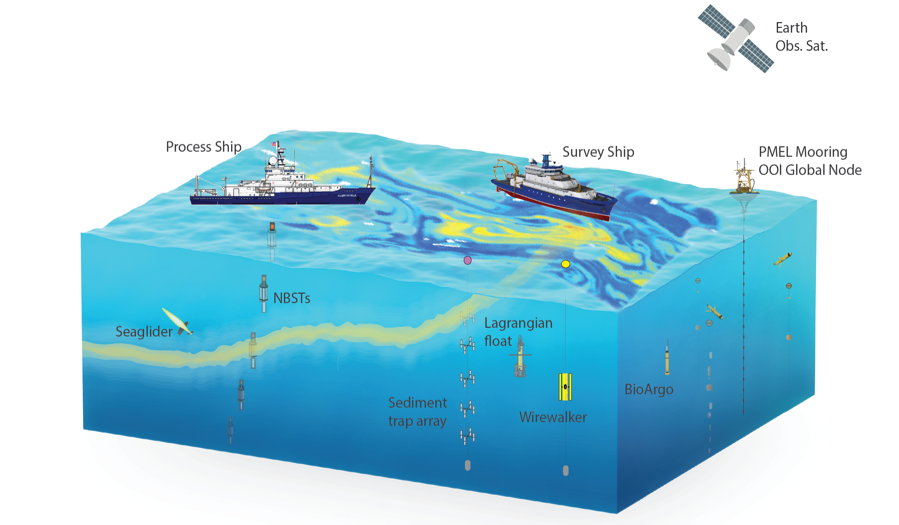
Hình minh họa về thiết bị viễn thám được triển khai hoặc giao tiếp với tàu nghiên cứu hải dương học.

Tàu nghiên cứu (viết tắt RV hoặc R/V) là loại tàu thủy được thiết kế và trang bị để tiến hành nghiên cứu ngoài biển. Các tàu nghiên cứu đảm trách nhiều vai trò khác nhau. Có những trường hợp một chiếc tàu duy nhất có thể làm nhiều nhiệm vụ nhưng trong các trường hợp khác thì tàu chính sẽ kéo theo một tàu phụ. Ngoài ra, con người còn thiết kế tàu nghiên cứu dựa theo tàu phá băng để chúng có thể hoạt động ở vùng cực.

## Lịch sử

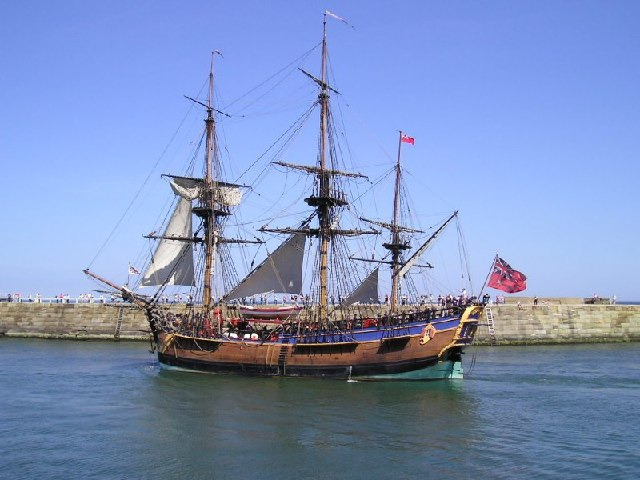
Chiếc tàu bản sao của tàu HMS Endeavour vào năm 2000

Tàu nghiên cứu có nguồn gốc từ các chuyến thám hiểm thuở xưa. Từ thời tàu Endeavour của thuyền trưởng James Cook, tầm quan trọng của thứ mà ngày nay con người gọi là tàu nghiên cứu đã trở nên rất rõ ràng. Năm 1766, Hội hoàng gia Luân Đôn thuê Cook du hành đến Thái Bình Dương để quan sát và ghi lại sự vận động của Sao Kim qua mặt trời. Chiếc Endevour là một con tàu bền chắc, được thiết kế-trang bị tốt để đối mặt với các thử thách và đáp ứng nhu cầu của Joseph Banks, "nghiên cứu viên" của tàu. Tương tự như các tàu hiện đại, tàu Endevour còn đảm nhận nhiều mảng nghiên cứu khác, trong đó bao gồm khảo sát thủy văn học một cách toàn diện.
Một số chiếc tàu nghiên cứu nổi bật khác là HMS Beagle, RV Calypso, HMS Challenger, USFC Albatross, Endurance và Terra Nova.
Một điểm nữa là sau này, tên gọi của các tàu nghiên cứu thuở đầu đó được dùng để đặt cho các tàu con thoi lên vũ trụ.

## Các loại tàu hiện đại

### Khảo sát thủy văn
Tàu nghiên cứu thủy văn là loại tàu được thiết kế để tiến hành các nghiên cứu và khảo sát thủy văn học. Thông tin từ đây được đưa vào các hải đồ nhằm đảm bảo an toàn hàng hải cho tàu thuyền của quân đội cũng như dân thường.
Các tàu khảo sát thủy văn còn khảo sát địa chấn đáy biển và địa chất học cơ bản. Thông tin thu được hữu ích cho hoạt động phát hiện các đặc điểm địa chất có thể là dấu hiệu cho sự tồn tại của dầu mỏ hoặc khí thiên nhiên. Những tàu này thường chất các thiết bị lên một xà lan. Trong số thiết bị này, có thể kể ra ví dụ như địa chấn nông phân giải cao dùng súng bắn khí để tạo sóng xung kích cao áp để xác định các địa tầng nằm dưới đáy biển, hay máy dò đáy Sonar.
Trong thực tế, người ta thường trang bị cho tàu khảo sát thủy văn khả năng đảm nhận nhiều vai trò khác, ví dụ nghiên cứu hải dương. Tương tự, các tàu nghiên cứu thủy văn của hải quân thường làm cả nhiệm vụ nghiên cứu hải quân, ví dụ phát hiện tàu ngầm.
Một ví dụ về tàu khảo sát thủy văn là chiếc CCGS Frederick G. Creed.

### Nghiên cứu hải dương
Các tàu nghiên cứu hải dương tiến hành các nghiên cứu về khía cạnh vật lý học, hoá học và sinh học của nước, khí quyển và khí hậu. Chúng sử dụng các phương tiện lấy mẫu nước ở nhiều độ sâu khác nhau, bao gồm cả khu vực biển thẳm, cũng như thiết bị dò độ sâu đáy biển và nhiều dụng cụ đo lường mô trường khác. Trên tàu này thường có cả người lặn biển nghiên cứu khoa học cùng phương tiện hoạt động ngầm không người lái. Do yêu cầu nghiên cứu hải dương và nghiên cứu thủy văn rất khác so với nghiên cứu nghề cá nên các tàu này thường đảm nhận cả hai vai trò đầu.
Một ví dụ về tàu nghiên cứu hải dương là chiếc NOAAS Ronald H. Brown của Mỹ.

### Nghiên cứu Nghề cá
Tàu nghiên cứu nghề cá cần có sàn tàu đủ khả năng kéo nhiều loại lưới, thu thập sinh vật phù du hoặc lấy mẫu nước từ nhiều độ sâu khác nhau và mang theo các thiết bị sonar tìm kiếm cá. Người ta thường thiết kế tàu nghiên cứu nghề cá theo dạng các tàu đánh cá lớn nhưng khoang chứa cá sẽ được thay bằng phòng thí nghiệm và kho chứa dụng cụ.
Một ví dụ về tàu nghiên cứu nghề cá là chiếc FRV Scotia.

### Nghiên cứu hải quân
Các tàu nghiên cứu hải quân làm nhiệm vụ giải quyết các mối quan tâm của hải quân như phát hiện tàu ngầm và dò mìn cũng như định vị dưới nước và thử nghiệm vũ khí.
Một ví dụ về tàu nghiên cứu hải quân là chiếc Neue Planet của hải quân Đức.

### Nghiên cứu địa cực
Các tàu nghiên cứu địa cực có thể được thiết kế dựa theo tàu phá băng để có thể hoạt động tại các vùng nước đóng băng ở các cực. Ngoài nghiên cứu, các tàu này thường đảm nhận vai trò cung cấp hàng hoá cho các trạm nghiên cứu, nhất là tại vùng Nam cực.
Một ví dụ về tàu nghiên cứu địa cực là chiếc USCGC Polar Star.

### Thăm dò dầu mỏ
Hoạt động thăm dò dầu mỏ được thực hiện theo nhiều cách. Một cách phổ biến là sử dụng các dàn khoan di động hoặc các tàu di chuyển từ vùng này đến vùng khác để khoan thăm dò đáy biển nhằm xác định liệu có tài nguyên dưới đó hay không.